# Lisohirka (obwód chmielnicki)
Lisohirka (ukr. Лісогірка) – wieś na Ukrainie, w obwodzie chmielnickim, w rejonie chmielnickim, w hromadzie Gródek, nad Smotryczem. W 2001 wieś liczyła 850 mieszkańców, spośród których 847 wskazało jako ojczysty język ukraiński, 1 rosyjski, 1 inny, a 1 osoba się nie zadeklarowała.
Do 1945 roku miejscowość nosiła nazwę Ludwipil (ukr. Людвіпіль).
Znajduje się tu przystanek kolejowy Nowołysohirka, położony na linii Jarmolińce-Husiatyn.